# Corrispondenza tra Galileo Galilei e Alessandra Bocchineri
La corrispondenza tra Galileo Galilei e Alessandra Bocchineri è l'insieme di lettere scambiate fra lo scienziato pisano con Alessandra Bocchineri, sorella di Sestilia, la moglie del figlio di Galilei, Vincenzio.

## I primi incontri
Quando Galilei, ormai sessantaseienne, conosce Alessandra, questa è una bella donna di 33 anni dalla vita travagliata, che si è affinata e ha coltivato la sua intelligenza come dama d'onore della imperatrice Eleonora Gonzaga presso la corte viennese dove ha conosciuto e sposato nel 1623 un importante diplomatico Giovanni Francesco Buonamici.
La giovane intellettuale viene fatta conoscere a Galilei dal figlio Vincenzio che si vantava della bella e intelligente cognata frequentatrice ammirata delle corti europee.
Alessandra il 28 luglio del 1630 invita alla villa di "S.Gaudenzio", sulle colline di Sofignano, Galilei ospite di suo marito Giovanni Francesco Buonamici, il buon amico che manda a Galilei il vino della loro "Vigna delle Veneri", particolarmente apprezzato dallo scienziato.
Galilei le risponde con una lunga lettera dell'8 agosto 1630 dove si giustifica per non aver risposto in tempo al suo invito non per sua colpa, ma per il ritardo con cui la di lei lettera gli è stata recapitata e si rammarica che essa possa aver pensato a un atto di villania da parte sua mentre tanto era il desiderio d'incontrarla che egli aveva anticipato il suo ritorno da Roma pensando che fosse tornata a Firenze «mentre veggo di presente la sua assenza e temo la continuazione... Ecco 'l giudizio human come spesso erra.»:

## Il timore dello scandalo
Non vi sono tracce di una successiva corrispondenza tra i due sino a una lettera di Galilei del 24 maggio 1640 dove elogia, pur essendo donna, l'intelligenza di Alessandra: «sì rare si trovano donne che tanto sensatamente discorrino come ella fa.»
Negli anni seguenti Alessandra rispondendo a una lettera di Galilei del 27 marzo 1641 gli assicura che vorrebbe accettare i suoi inviti ma è costretta a respingerli per timore di dare scandalo mentre gli rinnova il suo desiderio di vederlo:
L'ormai anziano scienziato nel rimpiangere di non poter accettare un ulteriore invito di Alessandra a visitarla a Prato le risponde di non poterla raggiungere «non solo per le molte indisposizioni che mi tengono oppresso in questa mia gravissima età, ma perché son ritenuto ancora in carcere, per quelle cause che benissimo son note» ma la invita a sua volta a venire ad Arcetri non curandosi di eventuali maligne conseguenze:

## L'ultima lettera di "non volontaria brevità"
Ella potrebbe consolarlo in questi ultimi giorni prima della morte, giorni «lunghissimi per il continuo ozio e brevissimi per la relazione ai mesi e agli anni decorsi, né altro mi resta di consolazione che la memoria delle amicizie passate, delle quali poche cose mi restano.»
Le scriverà nuovamente Galilei, rispondendo a una lettera di Alessandra andata perduta, rinnovandole il suo affetto:
Questa lettera del 20 dicembre del 1641 di "non volontaria brevità" è il preannuncio della morte di Galilei che sopraggiungerà 15 giorni dopo nella notte dell'8 gennaio 1642 ad Arcetri, assistito da Viviani e Torricelli.